# Crisia cuneata
Crisia cuneata is een mosdiertjessoort uit de familie van de Crisiidae. De wetenschappelijke naam van de soort is voor het eerst geldig gepubliceerd in 1905 door Maplestone.